# Pablo Martín Alonso
Pablo Martín Alonso marquès de Villatorcas (Ferrol, 10 de juny de 1896 - Madrid, 11 de febrer de 1964) fou un militar espanyol que va ocupar importants càrrecs al règim del General Franco.

## Biografia

### Carrera militar
Va ser ajudant de Sanjurjo en la guerra del Marroc i també ajudant de camp del rei Alfons XIII i gentilhome de cambra.
Després de la proclamació de la Segona República el 1931, el 10 d'agost de 1932 es va sumar a la revolta del General Sanjurjo a Sevilla, la "Sanjurjada", però després del fracàs d'aquesta va ser detingut i confinat a Villa Cisneros, d'on va aconseguir fugir en nit de cap d'any de 1932. Al febrer de 1936 sent ministre de la guerra el general Molero, va ser amnistiat. Com a coronel se li va donar el comandament del Regiment d'Infanteria de Zamora n. 8, de guarnició a La Corunya, on el 20 de juliol va aconseguir revoltar-se.

### Guerra civil espanyola
El 19 de juliol de 1936 la situació en la Divisió era ja impossible, ja que el vacil·lant general Salcedo, encarregat per Emilio Mola de declarar l'estat de guerra en la seva jurisdicció, s'havia deixat convèncer pel resolt general Rogelio Caridad Pita que havia proposat la detenció del coronel Martín Alonso, considerat com a persona de màxima confiança pels conspiradors d'entre els caps de Brigada o de Regiment.
| « | «.... Amb aquesta finalitat, en el matí del 20 Caritat Pita es dirigirà al Regiment “Zamora”, a fi d'arrestar i detenir personalment al seu cap, mentre Salcedo reunia al seu Estat Major. a fi de destituir al tinent coronel Tovar. Però l'oficialitat compromesa s'imposava al propi cap de la Divisió, que quedaria deposat allí mateix, mentre que en la caserna d'Infanteria seria detingut el comandament de la XV Brigada per tota l'oficialitat...» | » |

Com a coronel, va dirigir la rebel·lió a la Corunya i va organitzar les columnes que van acudir en socors d'Oviedo, participant en el front d'Astúries, a Terol i al de Llevant, on va manar la Divisió 83, del Cos d'Exèrcit de Galícia Durant la campanya de Terol participa en l'ofensiva d'Alfambra amenaçant tota la rereguarda enemiga El 13 de juny de 1938 entra a Castelló de la Plana com a general al comandament de la Divisió 83, del Cos d'Exèrcit de Galícia.

### Repressió
A la fi de 1939 el maqui mantenien la seva activitat en algunes zones d'Astúries, tan sols en dues setmanes que van del 28 de setembre al 15 d'octubre es van cometre 52 atracaments a mà armada:
| « | «....Pablo Martín Alonso va assumir el comandament sobre la zona guerrillera a fi de procedir a la seva pacificació: va dividir la província en quadrícules per rastellar-los d'un en un i va aplicar una política doble: màxima benevolència pels quals lliuressin les armes i càstig màxim, normalment judici sumaríssim amb pena de mort, per als capturats amb lluita. ..» | » |

D'aquesta manera va aconseguir que en pocs dies es presentessin més de 200 guerrillers mentre capturava 55 i donava mort a altres 12. Les pèrdues experimentades per la Guàrdia Civil i la policia van ser també considerables.

### Franquisme
Va ser cap de la Casa Militar del Cap de l'Estat, Director General de la Guàrdia Civil aconseguit el grau de Tinent General va ser nomenat Capità General de Catalunya (1957-62). El 10 de juliol de 1962 i formant part del IX Govern (1962-1965) durant la dictadura franquista, gabinet el vicepresident del qual va ser Agustín Muñoz Grandes va ser nomenat Ministre de l'Exèrcit. El seu nomenament pot explicar-se per la seva acreditada lleialtat a Franco mentre que els altres cinc nous ministres procedien del catolicisme militant.
Va morir l'11 de febrer de 1964 quan encara era ministre, i gràcies a les seves reformes l'Exèrcit espanyol es componia de 12 divisions capaces d'operar al costat d'altres unitats europees semblants

## Condecoracions
En complir-se el XX aniversari del començament de la Guerra civil, li va ser atorgada la Gran Creu de l'Orde de Cisneros, al mèrit polític.